# Општина Бутени
Бутени (рум. Buteni) општина је у Румунији у округу Арад.
Oпштина се налази на надморској висини од 153 m.